# 髙翔バイセル
株式会社髙翔バイセル（たかしょうばいせる、英：TAKASHO BYSELL CO., LTD）は、兵庫県芦屋市に本社を置く不動産売買・賃貸の仲介・管理・リフォームの建築会社である。

## 概要
髙翔バイセルは阪神間を中心に不動産売買・賃貸の仲介・管理・リフォームを行っている企業である。
令和元年に創業者の平髙佑治から中間秀一へ社長交代となり現在に至る。

## 沿革
- 2000年(平成12年) 02月　創業者の 平髙佑治 が株式会社日本バイセルを設⽴し、売買仲介業を⾏う
- 2002年(平成14年) 011月　芦屋市へ事務所移転
- 2019年(令和元年) 07月　代表取締役社長に中間秀一が就任
- 2019年(令和元年) 07月　株式会社髙翔バイセルへ商号変更
- 2021年(令和三年)   1月　芦屋市ラポルテ本館へ事務所移転

## 歴代社長
- 初代　平髙佑治
- 二代目　中間秀一

## グループ会社
- 株式会社髙翔
- 株式会社髙翔トータルサポート